# Écuvilly
Écuvilly ist eine französische Gemeinde mit 299 Einwohnern (Stand: 1. Januar 2022) im Département Oise in der Region Hauts-de-France (vor 2016 Picardie). Sie gehört zum Arrondissement Compiègne und zum Kanton Thourotte.

## Geographie
Die Gemeinde Écuvilly liegt etwa 33 Kilometer nordnordöstlich von Compiègne. Umgeben wird Écuvilly von den Nachbargemeinden Beaulieu-les-Fontaines im Norden, Campagne im Osten, Catigny im Südosten und Süden,  sowie Candor im Süden und Westen.

## Bevölkerungsentwicklung
| Jahr                       | 1962 | 1968 | 1975 | 1982 | 1990 | 1999 | 2006 | 2013 | 2021 |
| Einwohner                  | 157  | 160  | 151  | 219  | 214  | 251  | 249  | 304  | 301  |
| Quellen: Cassini und INSEE |      |      |      |      |      |      |      |      |      |

## Sehenswürdigkeiten

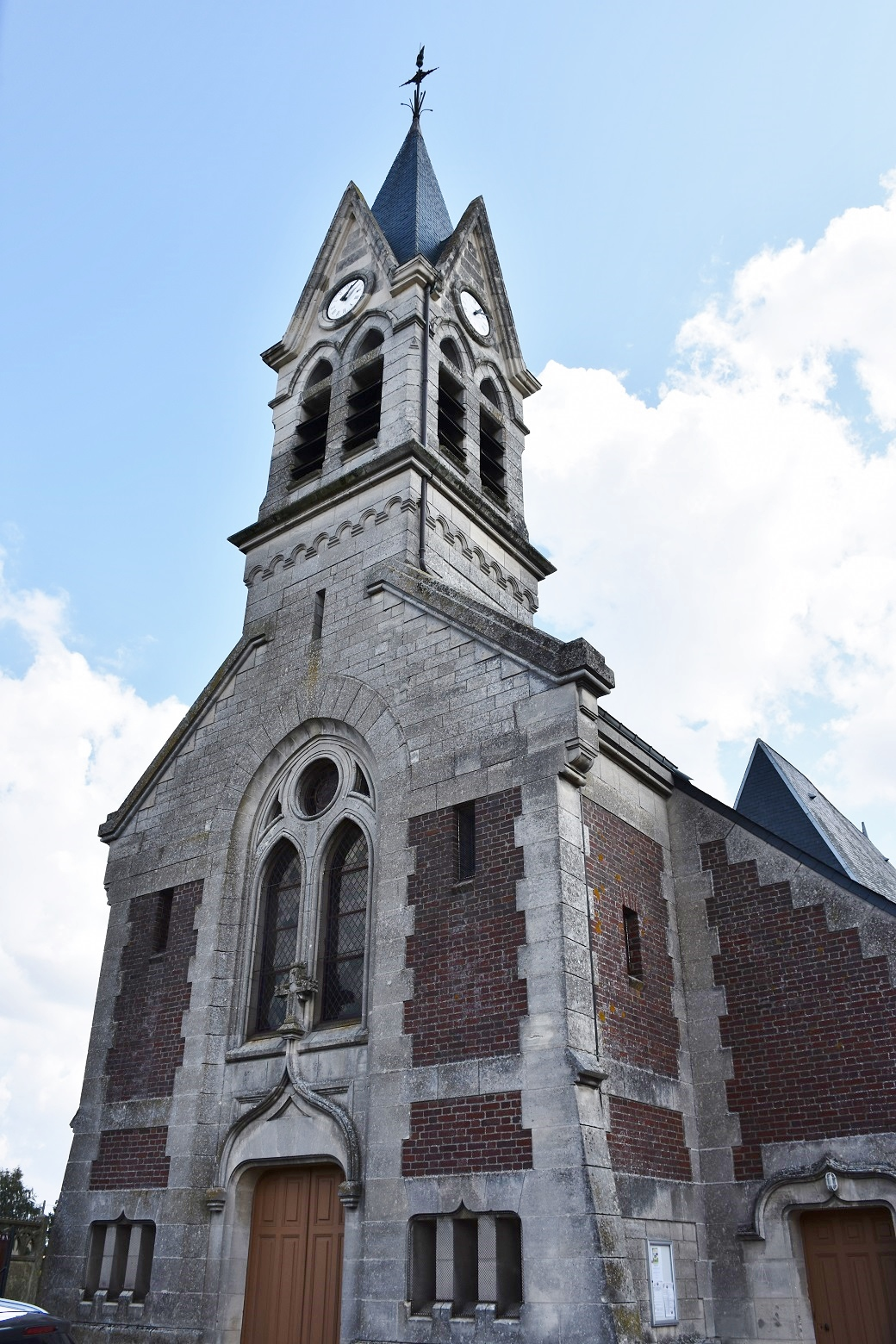
Kirche Saint-Sulpice
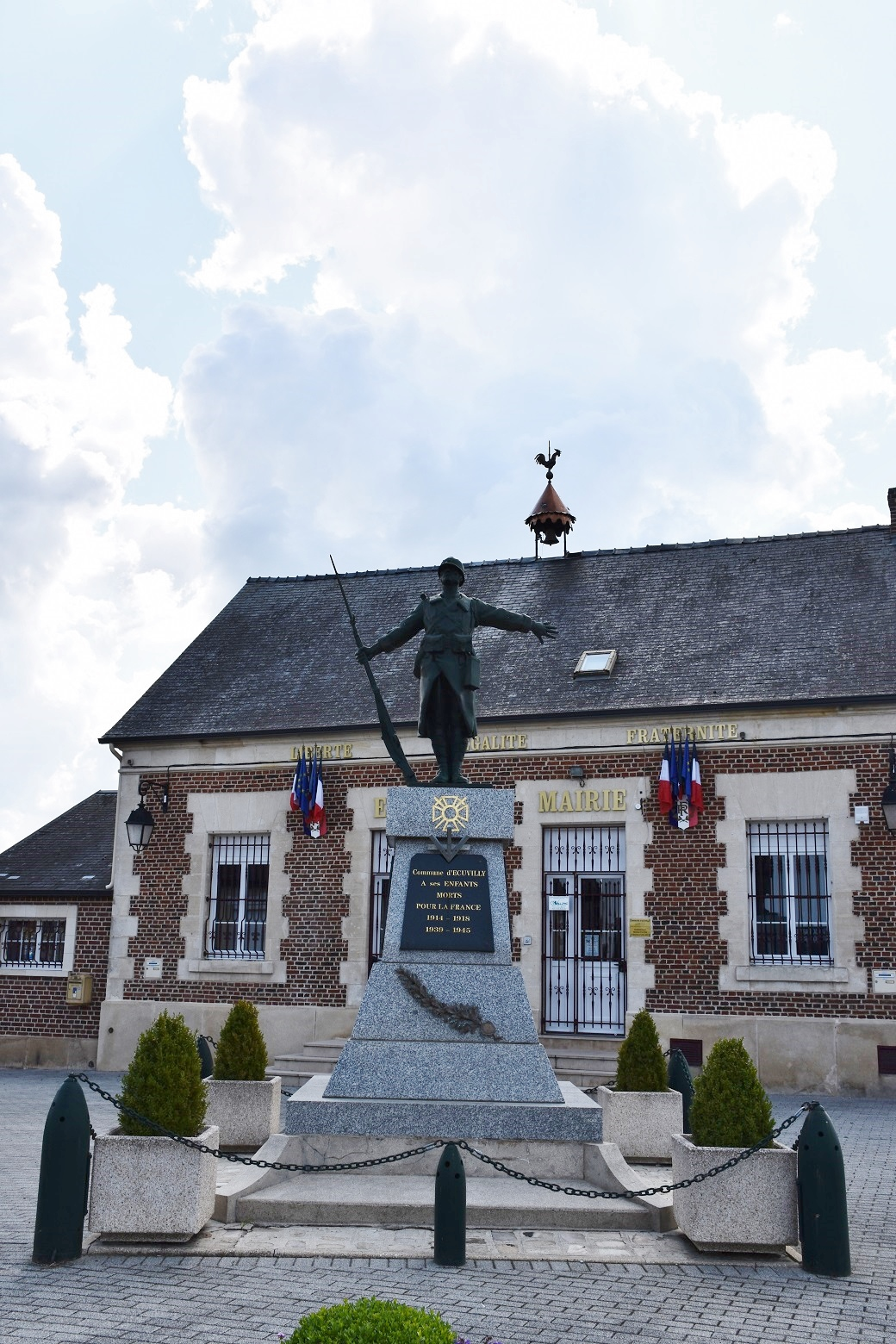
Schloss Écuvilly

- Kirche Saint-Sulpice
- Gefallenendenkmal